# Bonnie Bartlett
Bonnie Bartlett, född 20 juni 1929 i Wisconsin Rapids i Wisconsin, är en amerikansk skådespelare. Bartletts karriär spänner över 60 år och inkluderar bland annat roller i såpor som Love of Life och St. Elsewhere, tv-serier som Lilla huset på prärien och Nord och Syd II samt långfilmer som Skuggor från det förflutna och Spelets regler. 

## Filmografi i urval
- 1974 – Krutrök (TV-serie)
- 1974–1979 – Lilla huset på prärien (TV-serie)
- 1976 – Den siste magnaten
- 1982–1988 – St. Elsewhere (TV-serie)
- 1986 – Nord och Syd II (TV-serie)
- 1988 – Twins
- 1989-1990 – En röst i natten (TV-serie)
- 1993 – Dave
- 1995-1998 – En skruv lös (TV-serie)
- 1996 – Skuggor från det förflutna
- 1997–1998 – Cityakuten (TV-serie)
- 1998 – Spelets regler
- 1999–2002 – Once and Again (TV-serie)